# Seznam písní s texty Tomáše Janovice
Toto je seznam textařské tvorby k písním, které napsal Tomáš Janovic.

## Seznam
poz. 
- píseň - interpret - (h:autor hudby)

(h:/ ) - doposud nezjištěný autor hudby 
- (na doplnění)

## A
- Aladinova lampa - Helena Vondráčková - (h: Ján Siváček)
- Album - Peter Lipa (M. Svoboda / Tomáš Janovic a Peter Petiška)

## B
- Buď mojím prílivom - Peter Stašák - (h:I.Horváth)

## C
- Cesta do neba - Zora Kolínska - (Peter Smékal / Tomáš Janovic a Milan Lasica)

## Č
- Čarovná flauta - Ivan Krajíček - (Peter Smékal / Milan Lasica a Tomáš Janovic)

## D
- Dívam sa z okna svojho kupé - Marcela Laiferová -  (Dežo Ursíny / Milan Lasica a Tomáš Janovic)

## H
- Hľadám tvoju tvár - Karol Duchoň - (h:M.Cejka)
- Hodvábny príbeh - Karol Duchoň - (h:Ali Brezovský)

## Ch
- Chvála humoru - Karol Duchoň (h:Igor Bázlik)
- Chvála humoru - Karol Duchoň a Eva Kostolányová - (h:Igor Bázlik)

## K
- Kamarátka samota - Peter Lipa - (Peter Breiner / Tomáš Janovic a Peter Petiška)
- Kamenný kvietok - Marcela Laiferová a Karol Duchoň - (h:Igor Bázlik)
- Keby som bol Nór - Dežo Ursíny - (h:Juraj Lihosit)

## M
- Malá nočná hudba - Zora Kolínska - (h:Igor Bázlik)
- Matkina tvár - Karol Duchoň - (h:John Lenon)
- Môj svet - Peter Lipa - (h:Emil Viklický)
- Moje piesne - (h:Ali Brezovský)

## O
- Orfeus a Eurydika - Eva Máziková - (h:Ján Siváček)

## P
- Pamäť - Peter Lipa - (h:Pavol Bodnár a Peter Lipa)
- Pár chvíľ byť lúkou - Petra Černocká - (h:Zdeněk Merta)
- Podnájomník strach - Peter Lipa - (h:Peter Lipa)
- Polnočný dážď - Marcela Laiferová - (h:Vieroslav Matušík)
- Ponáhľaj sa za ozvenou (Never Grow Old)  - Zora Kolínska - (h:Mladen Franko)
- Prvý pohľad - Zora Kolínska - (h:Peter Smékal)

## S
- Schovaj ma v dlani - Tatiana Hubinská - (h:Milan Novák)
- Skús objať dym - Zora Kolínska - (Peter Smékal / Milan Lasica a Tomáš Janovic)
- Snehová kráľovná - Marcela Laiferová - (h:Ali Brezovský)
- Sprav mi jar - Marcela Laiferová - (Mario Panas, Klaus Munro, s.t. Tomáš Janovic a Ján Štrasser)
- S tebou - Karol Duchoň - (h:Pavol Zelenay)
- Stratil som hlavu - Peter Stašák - (h:I.Horváth)
- Svet bez teba - Karol Duchoň - (h:F.Schopin)

## T
- Tieňohra - Marcela Laiferová - (h:Ján Melkovič)

## V
- Verše písané na vodu - Zora Kolínska -(h:Peter Smékal)
- V jedálnom vozni - Milan Lasica a Július Satinský a Jaroslav Filip - (Jaroslav Filip / Milan Lasica a Tomáš Janovic))

## Z
- Záhrada víl - Tatiana Hubinská -  (John Lennon a Paul McCartney / Tomáš Janovic a Peter Petiška)
- Zvony pre šťastie - Karol Duchoň -  (h:Ali Brezovský)